# Alex Meenhorst
Alex Meenhorst, né le 26 février 1987 à Auckland, est un coureur cycliste néo-zélandais.

## Palmarès
- 2007
  -  Médaillé de bronze au championnat d'Océanie sur route espoirs
- 2008
  - Tour d'Eure-et-Loir
  - 2e du championnat de Nouvelle-Zélande espoirs
  - 3e du Prix de Saint-Souplet
- 2009
  - Grand Prix Oberes Fricktal :
    - Classement général
    - 1re étape
- 2010
  - 2e étape du Tour Alsace
- 2011
  - Grand Prix Aldo Bozan
  - 4e étape du Tour de Southland
- 2012
  - Paris-Mantes-en-Yvelines
  - Grand Prix Aldo Bozan
  - 3e du Grand Prix de Pérenchies

## Classements mondiaux
| Année            | 2006 | 2007 | 2008 | 2009 | 2010 | 2011   | 2012 |
| ---------------- | ---- | ---- | ---- | ---- | ---- | ------ | ---- |
| UCI Oceania Tour | 14e  |      | 25e  |      |      |        |      |
| UCI Europe Tour  |      |      |      |      | 920e | 1 000e | 270e |